# Campeonato Mundial de Rali de 1983
Resultados do World Rally Championship de 1983
| Nome                              | Data inicio-fim                        | Podium Piloto                                        | Podium Carro                                             |
| --------------------------------- | -------------------------------------- | ---------------------------------------------------- | -------------------------------------------------------- |
| Rallye Automobile Monte Carlo     | 22 de Janeiro - 29 de Janeiro 1983     | 1. Walter Röhrl 2. Markku Alén 3. Stig Blomqvist     | 1. Lancia 037 2. Lancia 037 3. Audi Quattro A1           |
| Swedish Rally                     | 11 de Fevereiro - 13 de Fevereiro 1983 | 1. Hannu Mikkola 2. Stig Blomqvist 3. Lasse Lampi    | 1. Audi Quattro A1 2. Audi 80 Quattro 3. Audi Quattro A1 |
| Rallye de Portugal Vinho do Porto | 2 de Março - 5 de Março 1983           | 1. Hannu Mikkola 2. Michèle Mouton 3. Walter Röhrl   | 1. Audi Quattro A1 2. Audi Quattro A1 3. Lancia 037      |
| Marlboro Safari Rally             | 30 de Março - 4 de Abril 1983          | 1. Ari Vatanen 2. Hannu Mikkola 3. Michèle Mouton    | 1. Opel Ascona 400 2. Audi Quattro A1 3. Audi Quattro A1 |
| Tour de Corse                     | 5 de Maio - 7 de Maio 1983             | 1. Markku Alén 2. Walter Röhrl 3. Adartico Vudafieri | 1. Lancia 037 2. Lancia 037 3. Lancia 037                |
| Acropolis Rally Greece            | 30 de Maio - 2 de Junho 1983           | 1. Walter Röhrl 2. Markku Alén 3. Stig Blomqvist     | 1. Lancia 037 2. Lancia 037 3. Audi Quattro A1           |
| Sanyo Rally New Zealand           | 25 de Junho - 28 de Junho 1983         | 1. Walter Röhrl 2. Timo Salonen 3. Attilio Bettega   | 1. Lancia 037 2. Nissan 240RS 3. Lancia 037              |
| Marlboro Rally Argentina          | 2 de Agosto - 6 de Agosto 1983         | 1. Hannu Mikkola 2. Stig Blomqvist 3. Michèle Mouton | 1. Audi Quattro A2 2. Audi Quattro A2 3. Audi Quattro A2 |
| 1000 Lakes Rally                  | 26 de Agosto - 28 de Agosto 1983       | 1. Hannu Mikkola 2. Stig Blomqvist 3. Markku Alén    | 1. Audi Quattro A2 2. Audi Quattro A2 3. Lancia 037      |
| Supermag Rally d'Italia Sardinia  | 2 de Outubro - 8 de Outubro 1983       | 1. Markku Alén 2. Walter Röhrl 3. Attilio Bettega    | 1. Lancia 037 2. Lancia 037 3. Lancia 037                |